# Тово Сан Ђакомо
Тово Сан Ђакомо (итал. Tovo San Giacomo) је насеље у Италији у округу Савона, региону Лигурија.
Према процени из 2011. у насељу је живело 1399 становника. Насеље се налази на надморској висини од 90 м.

## Становништво
Према резултатима пописа становништва 2011. у општини је живело 2.489 становника.
| 1931. | 1936. | 1951. | 1961. | 1971. | 1981. | 1991. | 2001. | 2011. |
| ----- | ----- | ----- | ----- | ----- | ----- | ----- | ----- | ----- |
| 1.455 | 1.428 | 1.359 | 1.381 | 1.265 | 1.419 | 1.838 | 2.165 | 2.489 |